# كسر اللقيمة الإنسية للعضد
كسر اللقيمة الإنسية هو إصابة انقلاعية في اللقيمة الإنسية لعظم العضد؛ وهي بروز عظمي داخل الكوع. تمثل كسور اللقيمة الإنسية نسبة 10% من كسور الكوع عند الأطفال. ترتبط 25% من الإصابات بخلع في الكوع.
تظهر كسور اللقيمة الإنسيّة عادةً عند الأطفال وتحدث عادةً نتيجة السقوط على يد ممدودة. يحدث هذا غالبًا بسبب السقوط من السكوتر أو أحذية الدحرجة أو قضبان التسلق، بالإضافة إلى الإصابات التي قد تحدث في أثناء ممارسة الرياضة. يبلغ سن الذروة لحدوث الإصابة 10-12 سنة.
تشمل الأعراض الألم والتورم والتكدم وانخفاض القدرة على الحركة أو استخدام الكوع. يمكن تدبير الألم الأولي باستخدام الأدوية اللاستيرويدية المضادة للالتهاب والأفيونات والتجبير. يتبع تدبير الألم عند الأطفال عادةً إرشادات معينة، مثل تلك الصادرة عن الكلية الملكية لطب الطوارئ.
يتم تأكيد التشخيص بالتصوير الشعاعي، وأحيانًا، بالتصوير المقطعي المحوسب.
يعتبر علاج هذه الإصابات مثيرًا للجدل، وتوجد حاليًا دراسات عشوائية دولية جارية. الدراسة العلمية هي دراسة جارية يمولها المعهد الوطني للبحوث الصحية (المملكة المتحدة). يجري التخطيط لدراسة مماثلة في الولايات المتحدة، بتمويل من معاهد الصحة الوطنية الأمريكية (الولايات المتحدة). تسعى هاتان الدراستان إلى تحديد ما إذا كانت الجراحة لاستعادة التوضع الطبيعي للكوع أفضل من السماح للعظم بالشفاء ضمن جبيرة بدون استعادة التوضع الطبيعي. يتم تشجيع الأطفال والأسر دوليًا على المشاركة في هذه الدراسات البحثية لحل أوجه عدم اليقين.

## العلامات والأعراض
تشمل الأعراض الألم والتورم والتكدم وانخفاض القدرة على الحركة أو استخدام الكوع. قد يؤدي وجود الدم في الأنسجة الرخوة ومفصل الركبة (تدمي المفصل) إلى ظهور كدمات وشعور بليونة في مفصل الكوع.

## السبب
تؤدي الإصابة التي ينتج عنها إجهاد خارجي (أروح) على الكوع، مثل السقوط على يد ممدودة، إلى حدوث كسر انقلاعي في اللقيمة الإنسيّة.
غالبًا ما تكون اللقيمة الإنسية هي صفيحة النمو النهائية (مركز التعظم) التي تتعظم في الكوع. تعد صفيحات النمو معرضة للإصابة بشكل كبير مقارنةً بالعظام. لدى الأطفال، قد تبقى صفيحة نمو اللقيمة الإنسية مفتوحة حتى سن 13-17 عامًا، ما يجعل اللقيمة الإنسية أكثر عرضة للإصابة.
ترتبط كسور اللقيمة الإنسية بخلع في الكوع في نحو 25% من الحالات.

## التشخيص
في جميع إصابات اللقيمة الإنسية، تكون الصور الشعاعية (بالأشعة السينية) ضرورية. أحيانًا يكون التصوير المقطعي المحوسب مفيدًا في تقييم درجة إزاحة الكسر أو أذية سطح المفصل.

### كسر مُزاح
تستخدم الدراسات بشكل عام صور الأشعة السينية للذراع لتحديد مدى إزاحة الكسر. تتباين تعاريف «الكسور المزاحة»، وتتراوح لتشمل إزاحة العظم من 2 مم حتى أكثر من 15 مم؛ ومع ذلك، من المعروف أن الأشعة السينية التي يُبنى عليها هذا التقييم مضللة بشكل كبير إذ قد تظهر الكسور التي يتضح أنها مزاحة قليلًا درجة إزاحة تتجاوز 10 مم باستخدام التصوير المقطعي المحوسب. لذلك، يشير النهج العملي إلى افتراض أن أي كسر له أي درجة من الإزاحة على الأشعة السينية «مُزاح».

## العلاج
هناك العديد من خيارات العلاج.
لدى الأطفال الذين يعانون من كسر غير مُزاح إطلاقًا (أي أن شظايا العظام لم تتحرك)، يتم العلاج عادةً باستخدام جبيرة بدون جراحة.
عندما يكون جزء من اللقيمة الإنسية محاصرًا في المفصل، أو في حالة خلع الكوع وعدم إمكانية إعادته بسهولة في قسم الطوارئ، يوجد اتفاق عام على أن الجراحة ضرورية لإعادة اتساق العظام.
لدى الأطفال الذين يعانون من كسر مزاح دون خلع في الكوع (أو خلع في الكوع تم تصحيحه)، هناك جدل بين الجراحين حول طريقة العلاج المثلى. يوصي نصف الجراحين بالجراحة بشكل روتيني، بينما ينصح نصفهم بعدم إجراء الجراحة بشكل روتيني. يدور الجدل حول ما إذا كان يجب إعادة العظام المُزاحة إلى وضعها الطبيعي من خلال الجراحة، وربط شظايا العظام بأسلاك أو براغي، أو السماح للشظايا بالشفاء في وضعها الجديد عن طريق إراحة الكوع ضمن قالب من الجبيرة. فشلت الدراسات التي سعت إلى جمع كافة الأدلة العلمية معًا في الوصول إلى أي استنتاج قاطع، سواء لدعم الجراحة أو معارضتها. أشار البعض إلى نتائج جيدة بدون جراحة، بينما لاحظ آخرون أن التثبيت الجراحي يجب أن يؤخذ في الاعتبار لاستعادة وظيفة العظام لدى هؤلاء الأطفال بأقصى درجة ممكنة.
مع ذلك، توجد قيود منهجية خطيرة متعلقة بالبحث المنشور حاليًا، لا سيما عدم الالتزام بالمتابعة، وعدم توحيد مناهج العلاج، وقلة الاعتماد على النتائج التي يبلغ عنها المريض، وتحيز الاختيار بين الأفراد الذين سيخضعون للتثبيت الجراحي.

## الأبحاث الجارية
دفع عدم اليقين المرتبط بهذه الإصابة الجراحين إلى اعتبار علاج كسور اللقيمة الإنسية أهم القضايا التي يجب البحث فيها من بين الإصابات العضلية الهيكلية لدى الأطفال.
يريد الجراحون تحديد ما إذا كانت الجراحة لاستعادة التوضع الطبيعي للكوع أفضل من السماح للعظام بالشفاء في الموضع المصاب ضمن جبيرة. الدراسة العلمية جارية حاليًا في جميع أنحاء المملكة المتحدة، بمشاركة أكثر من 70 مستشفى. تستمد تمويلها من المعهد الوطني البريطاني للبحوث الصحية. بسبب الدرجة العالية من عدم اليقين دوليًا، انضم الجراحون في أستراليا ونيوزيلندا إلى الدراسة العلمية. بالإضافة إلى ذلك، حصل الجراحون في الولايات المتحدة أيضًا على منحة من معاهد الصحة الوطنية الأمريكية للإجابة على الأسألة المتعلقة بهذه الإصابة. تخصص هذه الدراسات الأطفال إما للجراحة أو للتجبير، من خلال عملية التوزيع العشوائي. يدعو الجراحون في جميع أنحاء العالم الآباء والأطفال الذين يعانون من هذه الإصابة لمساعدتهم على حل مشكلة عدم اليقين، من خلال السماح لأطفالهم بأن يكونوا جزءًا من هذه الدراسات. رغم أن مشاركة الأطفال في البحث أمر صعب، يجب أن تأخذ العائلات في الاعتبار أن المرضى المشاركين في البحث عادةً ما يكون لديهم نتائج أفضل من أولئك الذين لم يشاركوا في البحث (يسمى هذا أثر التجربة).